# Opuntia engelmannii
Opuntia engelmannii là một loài thực vật có hoa trong họ Cactaceae. Loài này được Salm-Dyck mô tả khoa học đầu tiên năm 1849.

## Hình ảnh

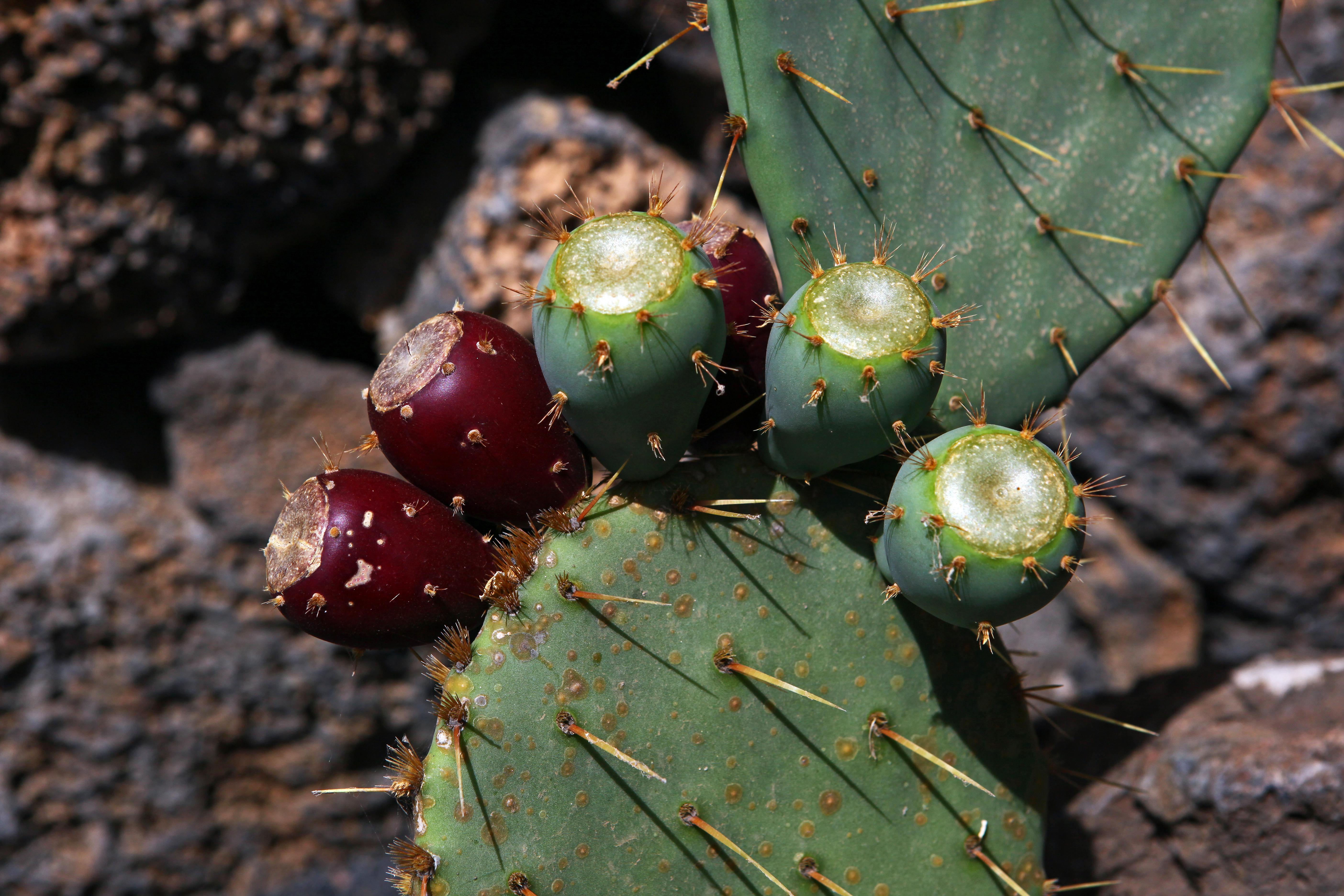
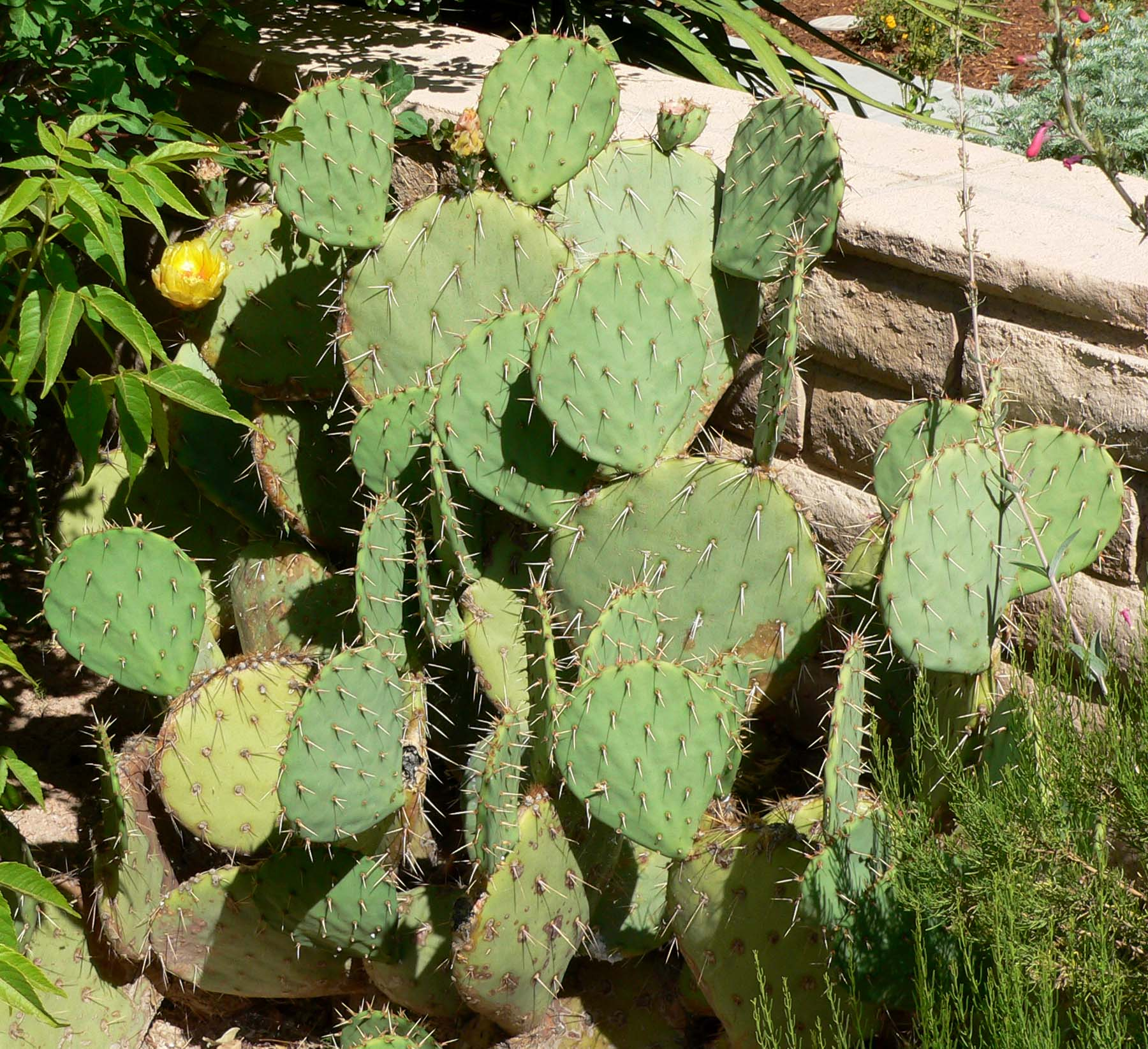
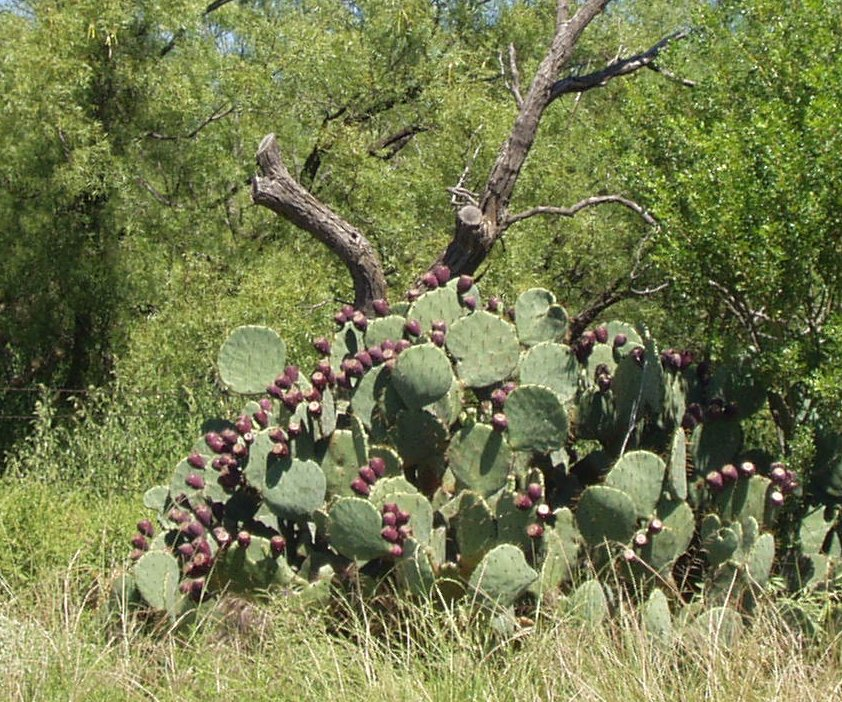
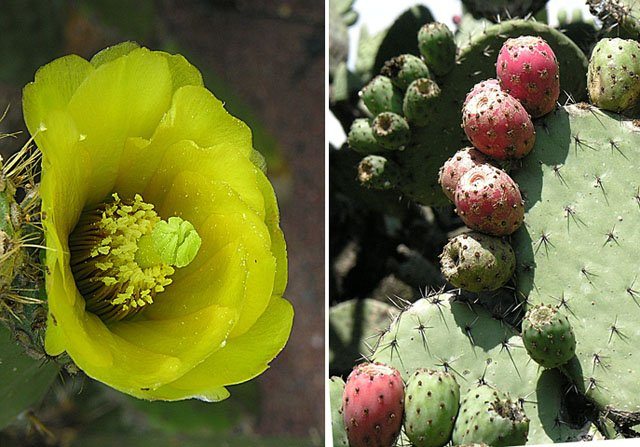